# Тревор Голд
Тревор Голд (англ. Trevor Hold) (21 вересня 1939 – 28 січня 2004) – англійський композитор, поет і письменник, найбільш відомим своїми циклами пісень, багато з яких написані на його власні вірші.

## Життєпис
Народився в Нортгемптоні, Голд переніс інфекцію поліомієліту у віці семи років, який вразив його ліву руку. Уроки гри на фортепіано використовували як терапію, і це пробудило ранній інтерес до композиції для фортепіано. Він також почав писати вірші в підлітковому віці. Голд здобув освіту в Нортгемптонській гімназії (1950–57) і продовжив навчання в Ноттінгемському університеті, де отримав відзнаку першого класу в музиці, а потім ступінь магістра.
Він став завідувачем кафедри музики в гімназії Маркет-Гарборо, а з 1963 до 1965 року був асистентом викладача музики в Університеті Абериствіт. Звідти він перейшов до викладача музики в Ліверпульському університеті (1965–70). До цього часу він уже писав. Після Ліверпуля Голд оселився зі своєю родиною в Dovecote House в селі Ваденго, Східний Нортгемптоншир, де він прожив більше тридцяти років. Протягом двох десятиліть він викладав в Університеті Лестера і став центральною фігурою в місцевому музикуванні Східного Мідленду, пишучи та аранжуючи музику для місцевих хорів і оркестрів, а також викладаючи уроки для дорослих. Одним із його учнів був піаніст Девід Оуен Норріс.
Голд достроково пішов у відставку з Лестера в 1989 році, щоб зосередитися на складанні та написанні текстів. Він несподівано помер від раку в січні 2004 року у віці 64 років 

## Музика
Раннім успіхом став цикл пісень для сопрано, баритона та камерного оркестру «Весна, що не повертається» (1962–1963), у якому міститься сім віршів поета-льотчика-воєнного часу Джеймса Фаррара та демонструється вплив Бенджаміна Бріттена. Наступного року зявився твір «Для Джона Клера» (1964) для тенора та інструментального ансамблю, твір, який він вважав своїм справжнім опусом №1. Поет Джон Клер, який прожив у Нортгемптоні понад 20 років, мав на нього великий вплив. Голд отримав премію Клементса за перший струнний квартет (1965) і премію Королівського аматорського оркестрового товариства за увертюру «Мій дядько Сайлас» (1967).
Хоча він загалом не докладав зусиль для просування себе як композитора за межами свого регіону, контакт із BBC у Бірмінгемі призвів до серії трансляцій циклів його пісень із провідними виконавцями, зокрема Gathered from the Field (слова Джона Клера, 1977) а також цикли, що містять його власні слова, такі як The Image Stays (1979), River Songs (1982) і Book of Beasts (1984). Він також уклав поезію Е. Каммінгса в цикл «Я заспіваю» (1988). Він написав дуже мало окремих пісень. Оскільки цикли пісень ставали більш драматичними, він все частіше звертався до опери, особливо в опері «Друга смерть» (1983).
Фортепіанна сюїта Kemp's Nine Daies Wonder була передана Джоном Оґдоном у 1988 році і стала найвідомішим твором Голда для фортепіано. Також є чотири фортепіанні сонати, написані протягом останніх двох років його життя та виконані Пітером Джейкобсом. Його оркестрові твори включають дві симфонії (1974–77 і 1993–5) і Фортепіанний концерт (1992). Прем’єра його першої симфонії 8 квітня 1988 року філармонічним оркестром BBC під керівництвом Одаліни де ла Мартінес дала йому рідкісний момент на національній сцені. Його камерна музика включає два струнні квартети (1965, 1992), духовий квінтет (1973–5) і квінтет для кларнета (1983).

### Записи
Доступні записи трьох циклів пісень — The Image Stays, River Songs і Voices from the Orchard — у виконанні Девіда Вілсона-Джонсона (баритон), Аманди Пітт (сопрано) та Девіда Оуена Норріса (фортепіано).  Айліш Тайнан (сопрано) і Родерік Вільямс (баритон) записали The Unreturning Spring з концертним оркестром BBC.  Є також два диски фортепіанної музики у виконанні Пітера Джейкобса. 

## Поет і письменник
Окрім музики, Голд цікавився природною історією, і цей вплив можна побачити як у його музиці, так і в англійській пасторальній чутливості його поезії. (Як і Мессіан, Голд був зачарований зв'язком між пташиним співом і музикою). Його чотири поетичні збірки — Time And The Bell (1971), Caught In Amber (1981), Rusmaids And Nightingales (1991) і Chasing The Moon (2001) показують вплив Джона Клера та його опису Нортгемптонширського ландшафту місцевим діалектом.
У 1978 році Голд створив The Walled-in Garden, коротке дослідження пісень Роджера Квілтера. Наприкінці свого життя він опублікував повне дослідження англійської романтичної пісні Parry To Finzi: 20 English Song Composers (2002).

## Зовнішні посилання
- Тревор Голд у Британській музичній колекції
- Факсимільна партитура «Для Джона Клера».